# Copa Colsanitas
A Copa Colsanitas évente megrendezett női tenisztorna Kolumbia fővárosában, Bogotában. Az első versenyre 1993-ban került sor. 1998-tól kezdve tartozik a WTA-tornák közé a viadal, amely először Tier IV-es, majd 2001-től Tier III-as besorolású volt, 2009-től pedig International kategóriájú. A mérkőzéseket vörös salakon, szabadtéren rendezik. 

## Döntők

### Egyes
| Év   | Győztes                                 | Ellenfél a döntőben                     | Eredmény a döntőben                     |
| ---- | --------------------------------------- | --------------------------------------- | --------------------------------------- |
| 2025 | Camila Osorio                           | Katarzyna Kawa                          | 6–3, 6–3                                |
| 2024 | Camila Osorio                           | Marie Bouzková                          | 6–3, 7–6(5)                             |
| 2023 | Tatjana Maria                           | Peyton Stearns                          | 6–3, 2–6, 6–4                           |
| 2022 | Tatjana Maria                           | Laura Pigossi                           | 6–3, 4–6, 6–2                           |
| 2021 | Camila Osorio                           | Tamara Zidanšek                         | 5–7, 6–3, 6–4                           |
| 2020 | Elhalasztva a koronavírus-járvány miatt | Elhalasztva a koronavírus-járvány miatt | Elhalasztva a koronavírus-járvány miatt |
| 2019 | Amanda Anisimova                        | Astra Sharma                            | 4–6, 6–4, 6–1                           |
| 2018 | Anna Karolína Schmiedlová               | Lara Arruabarrena Vecino                | 6–2, 6–4                                |
| 2017 | Francesca Schiavone                     | Lara Arruabarrena Vecino                | 6–4, 7–5                                |
| 2016 | Irina Falconi                           | Sílvia Soler                            | 6–2, 2–6, 6–4                           |
| 2015 | Teliana Pereira                         | Jaroszlava Svedova                      | 6–3, 6–4                                |
| 2014 | Caroline Garcia                         | Jelena Janković                         | 6–3, 6–4                                |
| 2013 | Jelena Janković                         | Paula Ormaechea                         | 6–1, 6–2                                |
| 2012 | Lara Arruabarrena Vecino                | Alekszandra Panova                      | 6–2, 7–5                                |
| 2011 | Lourdes Domínguez Lino                  | Mathilde Johansson                      | 2–6, 6–3, 6–2                           |
| 2010 | Mariana Duque Mariño                    | Angelique Kerber                        | 6–4, 6–3                                |
| 2009 | María José Martínez Sánchez             | Gisela Dulko                            | 6–3, 6–2                                |
| 2008 | Nuria Llagostera Vives                  | María Emilia Salerni                    | 6–0, 6–4                                |
| 2007 | Roberta Vinci                           | Tathiana Garbin                         | 6–7(5), 6–4, 0–3 feladta                |
| 2006 | Lourdes Domínguez Lino                  | Flavia Pennetta                         | 7–6(3), 6–4                             |
| 2005 | Flavia Pennetta                         | Lourdes Domínguez Lino                  | 7–6(4), 6–4                             |
| 2004 | Fabiola Zuluaga                         | María Sánchez Lorenzo                   | 3–6, 6–4, 6–2                           |
| 2003 | Fabiola Zuluaga                         | Anabel Medina Garrigues                 | 6–3, 6–2                                |
| 2002 | Fabiola Zuluaga                         | Katarina Srebotnik                      | 6–1, 6–4                                |
| 2001 | Paola Suárez                            | Kuti Kis Rita                           | 6–2, 6–4                                |
| 2000 | Patricia Wartusch                       | Tathiana Garbin                         | 4–6, 6–1, 6–4                           |
| 1999 | Fabiola Zuluaga                         | Christina Papadaki                      | 6–1, 6–3                                |
| 1998 | Paola Suárez                            | Sonya Jeyaseelan                        | 6–3, 6–4                                |

### Páros
| Év   | Győztesek                                          | Ellenfelek a döntőben                          | Eredmény a döntőben                     |
| ---- | -------------------------------------------------- | ---------------------------------------------- | --------------------------------------- |
| 2025 | Cristina Bucșa Sara Sorribes Tormo                 | Irina Bara Laura Pigossi                       | 5–7, 6–2, [10–5]                        |
| 2024 | Cristina Bucșa Kamilla Rahimova                    | Bondár Anna Irina Hromacsova                   | 7–6(5), 3–6, [10–8]                     |
| 2023 | Irina Hromacsova Irina Simanovics                  | Okszana Kalasnikova Katarzyna Piter            | 6–1, 3–6, [10–6]                        |
| 2022 | Astra Sharma Aldila Sutjiadi                       | Emina Bektas Tara Moore                        | 4–6, 6–4, [11–9]                        |
| 2021 | Elixane Lechemia Ingrid Neel                       | Mihaela Buzărnescu Anna-Lena Friedsam          | 6–3, 6–4                                |
| 2020 | Elhalasztva a koronavírus-járvány miatt            | Elhalasztva a koronavírus-járvány miatt        | Elhalasztva a koronavírus-járvány miatt |
| 2019 | Zoe Hives Astra Sharma                             | Hayley Carter Ena Shibahara                    | 6–1, 6–2                                |
| 2018 | Dalila Jakupović Irina Hromacsova                  | Mariana Duque Mariño Nadia Podoroska           | 6–3, 6–4                                |
| 2017 | Beatriz Haddad Maia Nadia Podoroska                | Verónica Cepede Royg Magda Linette             | 6–3, 7–6(4)                             |
| 2016 | Lara Arruabarrena Tatjana Maria                    | Gabriela Cé Andrea Gámiz                       | 6–2, 4–6, [10–8]                        |
| 2015 | Paula Cristina Gonçalves Beatriz Haddad Maia       | Irina Falconi Shelby Rogers                    | 6–3, 3–6, [10–6]                        |
| 2014 | Lara Arruabarrena Caroline Garcia                  | Vania King Chanelle Scheepers                  | 7–6(5), 6–4                             |
| 2013 | Babos Tímea Mandy Minella                          | Eva Birnerová Alekszandra Panova               | 6–4, 6–3                                |
| 2012 | Eva Birnerová Alekszandra Panova                   | Mandy Minella Stefanie Vögele                  | 6–2, 6–2                                |
| 2011 | Gallovits-Hall Edina Anabel Medina Garrigues       | Sharon Fichman Laura Pous Tió                  | 2–6, 7–6(6), [11–9]                     |
| 2010 | Gisela Dulko Gallovits Edina                       | Olha Szavcsuk Nasztasszja Jakimava             | 6–2, 7–6(6)                             |
| 2009 | Nuria Llagostera Vives María José Martínez Sánchez | Gisela Dulko Flavia Pennetta                   | 7–5, 3–6, [10–7]                        |
| 2008 | Iveta Benešová Bethanie Mattek                     | Jelena Kostanić Tošić Martina Müller           | 6–3, 6–3                                |
| 2007 | Lourdes Domínguez Lino Paola Suárez                | Flavia Pennetta Roberta Vinci                  | 1–6, 6–3, [11–9]                        |
| 2006 | Gisela Dulko Flavia Pennetta                       | Szávay Ágnes Jasmin Wöhr                       | 7–6(1), 6–1                             |
| 2005 | Emmanuelle Gagliardi Tina Pisnik                   | Ľubomíra Kurhajcová Barbora Strýcová           | 6–4, 6–3                                |
| 2004 | Barbara Schwartz Jasmin Wöhr                       | Anabel Medina Garrigues Arantxa Parra Santonja | 6–1, 6–3                                |
| 2003 | Katarina Srebotnik Åsa Svensson                    | Tina Križan Tetyana Perebijnyisz               | 6–2, 6–4                                |
| 2002 | Virginia Ruano Pascual Paola Suárez                | Tina Križan Katarina Srebotnik                 | 6–2, 6–1                                |
| 2001 | Tathiana Garbin Janette Husárová                   | Laura Montalvo Paola Suárez                    | 6–4, 2–6, 6–4                           |
| 2000 | Laura Montalvo Paola Suárez                        | Kuti Kis Rita Mandula Petra                    | 6–4, 6–2                                |
| 1999 | Christina Papadaki Seda Noorlander                 | Laura Montalvo Paola Suárez                    | 6–4, 7–6(5)                             |
| 1998 | Janette Husárová Paola Suárez                      | Melissa Mazzotta Jekatyerina Sziszojeva        | 3–6, 6–2, 6–3                           |